# Malagón (kommun)
Malagón är en kommun i Spanien.   Den ligger i provinsen Provincia de Ciudad Real och regionen Kastilien-La Mancha, i den centrala delen av landet, 140 km söder om huvudstaden Madrid. Antalet invånare är 8 734.